# Адеберг, Ульрике
Софи Ульрике Адеберг по-мужу Шпильман (нем. Sofie Ulrike Adeberg-Spielmann, род. 29 декабря 1970, Мерзебург, ГДР) — немецкая конькобежка, участница зимних Олимпийских игр 1994 года, серебряный призёр чемпионата мира в классическом многоборье, 2-кратная чемпионка в абсолютном зачёте и 18-кратная призёр Германии, 2-кратная экс-рекордсменка Германии. Выступала за клуб «TSC Berlin».

## Спортивная биография
Ульрике Адеберг родилась в Мерзебурге. В 1985 году, возрасте 14 лет, она стала второй в многоборье среди юниоров категории «С» на 10-й зимней юношеской Спартакиаде ГДР, а через год выиграла юниорские чемпионаты страны до 15 и 16 лет и побеждала в них до 1989 года. В 1987 году выиграла 11-у юношескую Спартакиаду ГДР в многоборье. После дебюта на чемпионате мира среди юниоров в 1988 году, где она заняла 12-е место, она выиграла титул в 1989 и 1990 годах, выиграв три дистанции в 1990 году. В том же 90-м году впервые стала бронзовым призёром на чемпионате ГДР в забеге на 5000 метров.
В декабре 1991 года, после объединения Германии она заняла 2-е место на чемпионате страны и дебютировала на чемпионате Европы в Сараево, где заняла 7-е место в многоборье. Из-за жёсткой конкуренции сильнейших спортсменок страны, Гунды Ниман, Анни Фризингер и Клаудии Пехштайн, Адеберг не возвращалась на крупные турниры до 1994 года. В декабре 1993 года Ульрике впервые выиграла чемпионат Германии в многоборье и участвовала в январе 1994 года на чемпионате Европы в Хамаре, заняв там 5-е место в общем зачёте.
На чемпионате мира 1994 года в Бьютте она завоевала серебряную медаль в многоборье, отчасти из-за отсутствия некоторых ведущих конькобежцев, которые были заняты подготовкой к Олимпийским играм. В феврале на зимних Олимпийских играх в Лиллехаммере заняла 14-е место на дистанции 1500 м. После того сезона Адеберг выступала в основном в Кубке мира и в национальных чемпионатах, однако в 1996 году участвовала на чемпионате мира в спринтерском многоборье и заняла там 19-е место. В 1997 году заняла 10-е место на чемпионате Европы в Херенвене.
Самым успешным стал для Адеберг чемпионат Европы 1998 года, где она заняла высокое 4-е место в сумме многоборья. В 1999 году на чемпионате Европы в Херенвене финишировала на 11-м месте, следом на чемпионате мира в Хамаре заняла 18-е место. В марте на чемпионате мира на отдельных дистанциях была 9-й на дистанциях 3000 и 5000 метров. В сезоне 1999/2000 Ульрике Адеберг завершила карьеру конькобежки, как и её муж, конькобежец Михаэль Шпильман.

## Личная жизнь
Ульрике Адеберг вышла замуж за конькобежца Михаэля Шпильмана. Её брат, Петер Адеберг, также был успешным конькобежцем. У Ульрике есть племянница Софи Адеберг, которая пошла по стопам своего отца Петера и родной тёти. Она выступает за клуб «TSC Berlin» и уже является ведущей юниоркой в Германии. Вторая племянница Фридерике была чемпионкой Германии до 18 лет по пляжному волейболу, а племянник Эрик — чемпионом Бранденбурга по прыжкам в длину среди юниоров. В 2001 году Ульрике Адеберг вместе с мужем Михаэлем Шпильманом была введена на доску почёта клуба «TSC Berlin».